# 诺西那生
诺西那生（INN：Nusinersen，商品名為Spinraza）是第一個用於治療脊髓性肌肉萎縮症的藥物。脊髓性肌肉萎縮症是一種罕見的神經退化性疾病，其病因是自雙親遺傳了功能低落或沒有功能的SMN基因，因此無法生產足夠的SMN蛋白，患者的運動神經元會逐漸死亡，運動功能也會逐漸惡化，最嚴重者可能全身癱瘓而不能自主呼吸。诺西那生是一種反義寡核苷酸藥物，能夠藉著穩定SMN的信使核糖核酸來提升SMN蛋白的生產量。它能降低患者的死亡率以及因疾病失去呼吸功能的風險，並能改善患者的運動功能。2016年12月诺西那生在美國通過優先審查後取得上市許可，稍後在歐洲聯盟、加拿大、巴西、日本、南韓、紐西蘭等國也被核准為處方藥。诺西那生在美國與歐盟都被視為孤兒藥。诺西那生因為其高昂的價格受到一些批評。基於成本考量，歐洲有部分國家雖然已經核准其上市，但目前並沒有將其列為脊髓性肌肉萎縮症的常規治療方法。

## 適應症
诺西那生可以治療脊髓性肌肉萎縮症。給藥方式為脊髓鞘內注射將藥物送入中樞神經系統。臨床試驗中，诺西那生能夠減緩脊髓性肌肉萎縮症的惡化。有51 %患有第一型脊髓性肌肉萎縮症（早發型）的受試者的運動功能在給藥之後改善，另外相對於對照組，治療組的死亡或依賴呼吸器的風險比也降低為0.53。症狀較為輕微的第二型、第三型患者的臨床試驗當中也有57 %的患者在給藥後運動功能有所進步。

## 副作用與不良反應
诺西那生有引起不良反應的風險。最為常見的不良反應包括上呼吸道感染、肺炎、支氣管炎、便秘等等。較嚴重的不良反應中發生率最高的是肺塌陷。在年紀稍大的受試者中，常見的不良反應則與腰椎穿刺相似，包括頭痛、背痛等。另外，用藥的病童的身高成長有可能會較正常兒童緩慢，目前的證據並不足以判斷停藥之後诺西那生造成的生長遲緩是否會復原。
與其他的反義寡核苷酸類藥物相似，诺西那生可能會影響腎功能，並可能會造成凝血功能異常。其他反義核苷酸類藥物的試驗中，受試者曾發生嚴重程度不一的腎功能異常，最嚴重的案例是可能致命的腎小球腎炎。臨床試驗中使用诺西那生的受試者有33 %的尿蛋白異常上升。針對年紀較大的晚發性患者的試驗中則有69 %的受試者發生尿蛋白異常，因此在開始治療前及每次給藥之前都需要檢驗尿蛋白讀數，如果讀數異常則需要進一步接受其他腎功能檢查。
在诺西那生的臨床試驗中，在治療前原先血小板數量正常的受試者，在治療後有11 %發生輕微的血小板低下，但血小板數量會在停藥後自然恢復。由於诺西那生可能會影響對血小板數量及凝血功能，在治療開始之前及治療過程中均需要定期檢驗血小板數量及凝血功能。除此之外，患者可能會對诺西那生產生免疫反應，不過至2016年12月為止，尚沒有證據說明針對诺西那生的免疫反應是否會影響治療成效及安全。使用诺西那生的兒童及成年患者中曾發生數例常壓性水腦症，但目前尚不清楚常壓性水腦症的發生是否與诺西那生相關。

## 藥理機轉與特性
脊髓性肌肉萎縮症的原因是自雙親遺傳突變的SMN1基因，如果來自雙親的SMN1基因都沒有功能則會發病。SMN1基因記錄著SMN蛋白的資訊。生物體的發育與生存都需要SMN蛋白，因此完全失去SMN蛋白的生物會在胚胎發育的早期死亡。人類的基因中有兩個能合成SMN蛋白的旁系同源基因：SMN1與SMN2，因此失去SMN1基因的患者尚能由SMN2基因合成SMN蛋白而得以存活。SMN1基因與SMN2基因雖然帶有相同資訊，但SMN2基因在RNA剪接時容易形成截斷而不完整的短信使核糖核酸，這使得SMN2轉譯產生正常的SMN蛋白的效率較低。因此脊髓性肌肉萎縮症患者雖然有SMN2基因提供SMN蛋白，但體內的有效SMN蛋白量仍比健康人低。
诺西那生會以鹼基配對的方式與未剪接的SMN2核糖核酸結合，並與剪接蛋白競爭結合位。這會改變SMN2信使核糖核酸的RNA剪接模式，並降低它在剪接中被截斷的機會，藉此來增加中樞神經系統中正常的SMN蛋白的量。诺西那生除分布於中樞神經系統內，也會散佈至肌肉、肝臟、以及腎臟等周邊組織。诺西那生在腦脊液中之半衰期估計為135－177天；在血漿中之半衰期則為63－87天。诺西那生會被外切酶（3'或5'端）水解而代謝，並不經CYP450族酵素分解代謝。诺西那生及其代謝產物主要的排除途徑可能為尿液。

## 化學特性
诺西那生屬於反義寡核苷酸類藥物。由於體內環境有大量的核糖核酸酶存在，寡核苷酸一旦進入體內就會被快速分解。诺西那生的呋喃核糖基環上的2-羥基（英語：2'-hydroxyl group）被2-氧-2-甲氧乙基（英語：2-O-2-methyoxymethyl group）所取代，這個修飾使它在體內較為穩定，不容易被核酸酶分解而容易達到治療所需的有效濃度。此外其磷酸二酯鍵也被硫代磷酸酯鍵取代，硫代磷酸酯鍵同樣使反義寡核苷酸不易被分解，且仍能保持其鹼基配對的功能。

## 歷史沿革
SMN1基因與SMN2基因在剪接上的差異在二十一世紀初期受到研究者的重視，在相關研究當中發現SMN核糖核酸上有許多短核酸序列在剪接上扮演重要的角色。2006年，麻薩諸塞大學醫學院的Singh團隊在CureSMA（页面存档备份，存于）的經費支持下，發現一個序列對SMN2核糖核酸被截斷有重要影響，並將其命名為內含子剪接抑制位N1（英語：intronic splicing silencer N1 (ISS-N1)）。
在此同時冷泉港實驗室的Adrian Krainer團隊正與Ionis製藥（原Isis製藥）合作尋找以反義寡核苷酸改變SMN核糖核酸含量的可能性。這個研究發現了數個能提高SMN信使核糖核酸的反義寡核苷酸，而這些反義寡核苷酸當中效果最好的一個，其目標序列正是內含子剪接抑制位N1，這個反義寡核苷酸成為了後來的诺西那生。Krainer團隊與Ionis製藥繼續合作，並在動物身上試驗诺西那生的治療效果，並發現它能延長患病小鼠的壽命達七倍，其他的動物實驗也看到類似的治療效果。
Biogen在 2015 年以七千五百萬美元的授權費自Ionis製藥取得诺西那生的獨家授權。授權條款中後續的里程碑款項最高為一億五千萬美元，超出里程碑的部分則需付出分層的專利使用費，Biogen也需要負擔此後的開發與行銷費用。由於诺西那生在第三期臨床試驗表現良好，且考慮當時尚沒有方法能治療脊髓性肌肉萎縮症，诺西那生在 2016 年 11 月開始的新藥審查符合美國食品藥物監督管理局的優先審理條件。歐洲藥品管理局也在同期接受其審查申請。
美國食品藥物監督管理局在2016年12月核准诺西那生用於治療脊髓性肌肉萎縮症，歐洲藥品管理局也在稍後的2017年5月核准，诺西那生正式成為第一個治療脊髓性肌肉萎縮症的藥物。诺西那生接下來在各國陸續被核准：加拿大（2017年7月）、日本（2017年7月）、巴西（2017年8月）、瑞士（2017年9月）、南韓（2018年1月）、以及紐西蘭（2018年8月）。
2019年4月，诺西那生钠在中国大陆上市，1瓶/盒为5ml:12mg（按有效成分诺西那生计），无医保定价为699,700元人民币。2022年1月1日，诺西那生钠注射液实施中国大陆医保价格，价格从原先的70万元一针降到约3.3万元一针。經過醫保報銷後，个人僅需支付幾千元。

## 價位爭議
诺西那生的建議售價是一劑125,000美元，治療的總和花費在第一年為750,000美元，接下來每年為375,000美元。紐約時報的報導中指出诺西那生「是世界上最昂貴的藥物之一。」2017年10月，丹麥當局以诺西那生的價格相對於治療效果而言昂貴到不合理的程度為理由拒絕將诺西那生列為脊髓性肌肉萎縮症的常規療法，並建議诺西那生只應使用在部分的第一型脊髓性肌肉萎縮症患者（早發型）。挪威當局在 2017年10月以「過高的定價並不道德」為理由拒絕給付诺西那生，但稍後在2018年2月開始給付18歲以下患者的用藥。負責英格蘭及威爾士地區公共衛生政策成本效益分析的英國國家健康與照顧卓越研究院在 2018 年 8 月的報告中以成本考量為由不建議公立的醫療院所使用诺西那生治療脊髓性肌肉萎縮症患者，當地的病患權益促進組織則對國家健康與照顧卓越研究院的態度表達強烈不滿，並表示將持續施壓爭取。2020年8月，中國湖南省一名小嬰兒患上了脊髓性肌萎縮症急需诺西那生救命，此藥在中國售價一劑5mL高達70萬元人民幣，因尚未納入中國《國家基本醫療保險、工傷保險和生育保險藥品目錄》名單，需全額自費，孩子的父母負擔不起治療費用，只能上網向公眾求救。這也讓部分中國民眾認識到有這種天價藥物的存在，並對此藥的驚人高價是否合理以及為何未納入醫保發出了疑問。诺西那生已於2020年12月3日納入中國《國家基本醫療保險、工傷保險和生育保險藥品目錄》名單。

## 另見
另兩種獲准使用的SMA藥物：
- Onasemnogene abeparvovec（諾華的子公司AveXis研製）
- Evrysdi（羅氏藥廠研製）

## 備註
1. ↑  脊髓鞘內注射時需進行腰椎穿刺。
2. ↑  在生物體中，編碼基因的脫氧核糖核酸會被合成為核糖核酸（稱為轉錄），轉錄得到的核糖核酸在經過處理－包括RNA剪接與核糖核酸編輯－之後，會變成合成蛋白質的藍圖（信使核糖核酸，依照信使核糖核酸合成蛋白的過程稱為轉譯）。這個整個流程稱為生物學的中心法則。原則上，藍圖（信使核糖核酸）的量越多，能生產的產品的量也越多。
3. ↑  依原始論文之作者序列，團隊成員包括：Nirmal K. Singh、Natalia N. Singh、Elliot J. Androphy、以及Ravindra N. Singh。
4. ↑  Biogen是Ionis製藥的策略合作夥伴。
5. ↑  Biogen取得的授權範圍為Ionis製藥自冷泉港實驗室及麻薩諸塞大學醫學院取得的智慧財產。

## 引用來源
1. ↑  Canada, Health; Canada, Health. . The Prescription Drug List. Government of Canada. 2017-08-04  [2019-01-01]. （原始内容存档于2020-10-24）.
2. ↑  . www.ema.europa.eu. European Medicines Agency.   [2019-01-01]. （原始内容存档于2021-01-04）.
3. ↑   (PDF). Data Sheets and Consumer Medicine Information. New Zealand Medicines and Medical Devices Safety Authority.   [2019-01-01]. （原始内容存档 (PDF)于2021-02-02）.
4. ↑  . eMC. Datapharm.   [2019-01-01]. （原始内容存档于2019-02-17）.
5. 1 2   (PDF). World Health Organization: 413–14.   [2017-03-13]. （原始内容存档 (PDF)于2020-08-13）.
6. 1 2 3 4 5 6 7 8 9 10 11 12 13 14 15 16 17 18 19 20   (PDF). FDA. December 2016  [2018-12-31]. （原始内容存档 (PDF)于2020-11-23）. For updates see FDA index page for NDA 209531 （页面存档备份，存于）
7. ↑  Ottesen, Eric W. . Translational Neuroscience. 2017-01-01, 8 (1): 1–6  [2018-12-31]. ISSN 2081-6936. PMC 5382937 . PMID 28400976. doi:10.1515/tnsci-2017-0001. （原始内容存档于2019-10-18） （英语）.
8. 1 2  Lunn, Mitchell R; Wang, Ching H. . The Lancet. 2008-06, 371 (9630): 2120–2133  [2019-01-03]. doi:10.1016/S0140-6736(08)60921-6.
9. 1 2  Zanetta, C; Nizzardo, M; Simone, C; Monguzzi, E; Bresolin, N; Comi, GP; Corti, S. . Clinical Therapeutics. 2014-01-01, 36 (1): 128–40. PMID 24360800. doi:10.1016/j.clinthera.2013.11.006.
10. ↑  . UK Specialist Pharmacy Service.   [2016-12-31]. （原始内容存档于2019-04-13）.
11. 1 2 3 4  Katie Thomas. . New York Times. 2016-12-30  [2018-12-31]. （原始内容存档于2020-11-08）.
12. 1 2  Medicinrådet siger nej til lægemiddel til børn med muskelsvind: 'Urimeligt' dyrt （页面存档备份，存于） Retrieved October 13 2017.
13. 1 2  . www.abcnyheter.no.   [2018-12-31]. （原始内容存档于2020-12-02）.
14. 1 2  Ben Hirschler. . Reuters. Reuters. 2018-08-13  [2019-01-01]. （原始内容存档于2020-11-09） （英语）.
15. ↑  Finkel, Richard S; Chiriboga, Claudia A; Vajsar, Jiri; Day, John W; Montes, Jacqueline; De Vivo, Darryl C; Yamashita, Mason; Rigo, Frank; Hung, Gene; Schneider, Eugene; Norris, Daniel A; Xia, Shuting; Bennett, C Frank; Bishop, Kathie M. . The Lancet. 2016, 388 (10063): 3017. doi:10.1016/S0140-6736(16)31408-8.
16. 1 2 3  Finkel, Richard S.; Mercuri, Eugenio; Darras, Basil T.; Connolly, Anne M.; Kuntz, Nancy L.; Kirschner, Janbernd; Chiriboga, Claudia A.; Saito, Kayoko; Servais, Laurent; Tizzano, Eduardo; Topaloglu, Haluk; Tulinius, Már; Montes, Jacqueline; Glanzman, Allan M.; Bishop, Kathie; Zhong, Z. John; Gheuens, Sarah; Bennett, C. Frank; Schneider, Eugene; Farwell, Wildon; De Vivo, Darryl C. . New England Journal of Medicine. 2017-11-02, 377 (18): 1723–1732. doi:10.1056/NEJMoa1702752.
17. 1 2  Mercuri, Eugenio; Darras, Basil T.; Chiriboga, Claudia A.; Day, John W.; Campbell, Craig; Connolly, Anne M.; Iannaccone, Susan T.; Kirschner, Janbernd; Kuntz, Nancy L.; Saito, Kayoko; Shieh, Perry B.; Tulinius, Már; Mazzone, Elena S.; Montes, Jacqueline; Bishop, Kathie M.; Yang, Qingqing; Foster, Richard; Gheuens, Sarah; Bennett, C. Frank; Farwell, Wildon; Schneider, Eugene; De Vivo, Darryl C.; Finkel, Richard S. . New England Journal of Medicine. 2018-02-15, 378 (7): 625–635. doi:10.1056/NEJMoa1710504.
18. ↑  . Reactions Weekly. 2018-08-01, 1714 (1): 3–3  [2018-12-31]. ISSN 1179-2051. doi:10.1007/s40278-018-50183-2. （原始内容存档于2019-04-03） （英语）.
19. 1 2 3 4 5  Burghes, Arthur H. M.; Beattie, Christine E. . Nature Reviews Neuroscience. 2009-07-08, 10 (8): 597–609  [2019-01-01]. doi:10.1038/nrn2670. （原始内容存档于2021-08-29）.
20. ↑  Edfors, F; Danielsson, F; Hallström, BM; Käll, L; Lundberg, E; Pontén, F; Forsström, B; Uhlén, M. . Molecular systems biology. 2016-10-20, 12 (10): 883  [2019-01-03]. PMID 27951527. doi:10.15252/msb.20167144. （原始内容存档于2021-05-02）.
21. ↑  Rigo, Frank; Hua, Yimin; Krainer, Adrian R.; Bennett, C. Frank. . The Journal of Cell Biology. 2012-10-01, 199 (1): 21–25  [2019-01-03]. doi:10.1083/jcb.201207087. （原始内容存档于2019-11-29）.
22. ↑  Sampaio-Silva, F; Magalhães, T; Carvalho, F; Dinis-Oliveira, RJ; Silvestre, R. . PloS one. 2013, 8 (2): e56507. PMID 23437149. doi:10.1371/journal.pone.0056507.
23. ↑  Geary, RS; Watanabe, TA; Truong, L; Freier, S; Lesnik, EA; Sioufi, NB; Sasmor, H; Manoharan, M; Levin, AA. . The Journal of pharmacology and experimental therapeutics. 2001-03, 296 (3): 890–7. PMID 11181921.
24. ↑  Dias, N; Stein, CA. . Molecular cancer therapeutics. 2002-03, 1 (5): 347–55. PMID 12489851.
25. 1 2 3 4 5  Singh, NN; Howell, MD; Androphy, EJ; Singh, RN. . Gene therapy. 2017-09, 24 (9): 520–526  [2019-01-03]. PMID 28485722. doi:10.1038/gt.2017.34. （原始内容存档于2021-05-26）.
26. ↑  . www.curesma.org. Cure SMA.   [2017-01-01]. （原始内容存档于2017-01-01）.
27. ↑  Mahy, Brian W.J. . Cold Spring Harbor Laboratory. 2016-12-24  [2019-01-01]. （原始内容存档于2020-11-23）.
28. ↑  Garber, K. . Nature Biotechnology. 2016-10-11, 34 (10): 1002–1003. PMID 27727217. doi:10.1038/nbt1016-1002.
29. ↑  Wadman, Meredith. . Science. 2016-12-23  [2018-12-31]. （原始内容存档于2017-05-25）.
30. ↑  Offord, Catherine. . The Scientist. 2016-12-01  [2021-02-08]. （原始内容存档于2018-04-11）.
31. ↑  . Ionis Pharmaceuticals, Inc. Ionis Pharmaceuticals.   [2019-01-01]. （原始内容存档于2017-11-11） （英语）.
32. ↑  , Genetic Engineering News, 2016-08-01  [2018-12-31], （原始内容存档于2018-06-14）
33. ↑  . BioNews Services, LLC.   [2016-11-15]. （原始内容存档于2020-08-15）.
34. ↑  Grant, Charley. . Wall Street Journal. 2016-12-27  [2016-12-27]. ISSN 0099-9660. （原始内容存档于2020-11-08）. 参数|newspaper=与模板{{cite web}}不匹配（建议改用{{cite news}}或|website=） (帮助)
35. ↑  . 歐洲藥品管理局.   [2017-10-27]. （原始内容存档于2017-10-28）.
36. ↑  . SMA News Today. 2017-07-06  [2019-01-01]. （原始内容存档于2019-02-17）.
37. ↑  . 2017-07-10  [2018-12-31]. （原始内容存档于2020-01-12）.
38. ↑  . 2017-08-25  [2018-12-31]. （原始内容存档于2018-12-13） （巴西葡萄牙语）.
39. ↑  . SMA Schweiz. 2017-09-30  [2018-12-31]. （原始内容存档于2020-10-27） （瑞士高地德语）.
40. ↑  . SMA News Today. 2018-01-10  [2019-01-01]. （原始内容存档于2019-02-17）.
41. ↑  . www.scoop.co.nz. Scoop Health.   [2019-01-01]. （原始内容存档于2019-07-06）.
42. ↑  https://zj.zjol.com.cn/news.html?id=1500220 （页面存档备份，存于） 引发争议的70万元“天价药”，怎样定价才算合理？
43. ↑  . TreatSMA. 2018-08-14  [2019-01-01]. （原始内容存档于2020-12-04）.
44. ↑  竺穎; 雲濤. . 新唐人電視台 (新唐人). 2020-08-03  [2020-08-06]. （原始内容存档于2020-08-04） （中文）.
45. ↑  姜庚宇. . 香港01. 2020-08-06  [2020-08-06]. （原始内容存档于2021-07-16） （中文）.
46. ↑  陳言喬. . 聯合報. 2022-01-20  [2022-01-20]. （原始内容存档于2022-02-15）.